# Heliconius ismenius
Heliconius ismenius là một loài bướm của họ Nymphalidae được tìm thấy ở Trung và Bắc Mỹ. Chúng có nhiều ở phía nam như Ecuador và Venezuela và ở phía bắc như nam México, Guatemala và Belize. Pierre André Latreille, một nhà động vật học người Pháp, mô tả Heliconius ismenius vào năm 1817. H. ismenius có bề ngoài giống với một số loài bướm khác. Đây là một ví dụ về bắt chước kiểu Müller.

## Cuộc sống và đặc điểm
Giống như bất kỳ loài bướm khác, Heliconius ismenius bắt đầu từ trứng, phát triển thành một ấu trùng, giai đoạn sâu bướm, sinh ra và sau đó trưởng thành thành bướm. Trứng được để ra dưới nhiều lá riêng biệt do bướm mẹ chỉ đẻ một hoặc hai quả trứng ở một vị trí cụ thể của cây chủ. The eggs are small and yellow approximately 1.3 mm (height) x 0.8 mm (width). Trứng nhỏ và có màu vàng, chiều dài khoảng 1,3 mm  x chiều rộng 0,8 mm. Khi ấu trùng lớn dần, kích thước của chúng phát triển, đạt đến chiều dài khoảng 2 cm, và trở nên màu sắc hơn. Chúng có một cái đầu màu cam, có tấm hậu môn và một cơ thể màu trắng với những chấm đen khắp người. Theo Beltran, nhộng được quan sát thấy có ngực lõm mạnh với năm cặp gai đen ở bụng. Ngoài ra, nhộng có màu nâu và trên mình có trung bình ba chấm màu vàng trên phần lương.
Heliconius ismenius được biết đến là chỉ ăn vài loại cây cụ thể. Các cây mà H. Ismenius ở lại trong suốt cuộc đời của nó được gọi là cây chủ. Các cây chủ phổ biến cho loài bướm H. ismenius nằm trong phân chi Distephana và chi Granadilla. Ở Costa Rica, chúng chỉ ăn Passiflora platyloba, P. ambigua, P. alata, và P. pedata.
Trong các rừng nhiệt đới, chúng không được tìm thấy ở độ cao trên 1.500 m. Vào ban đêm, con trưởng thành tụ tập thành nhóm từ 3 đến 10 cá thể. Các nhóm này thường nằm dọc theo rìa rừng trên cành cây của cây chủ.

### Thành viên của một bắt chước kiểu Müller
H. Ismenius có bề ngoài trông giống như một số bướm khác, với cả các loài cùng chi và khác chi (Melinaea, Tithorea) như thành viên của vòng bắt chước kiểu Müller "hổ". Các loài bướm khác nhau, như mang độc tố hay không ăn, được đã phát triển hoa văn giống hổ như tín hiệu xua đuổi để cảnh báo kẻ thù ăn thịt chúng.

## Phân loài
Liệt kê theo thứ tự:
- H. i. boulleti Neustetter, 1928
- H. i. clarescens Butler, 1875 – tiger-striped longwing[8]
- H. i. fasciatus Godman & Salvin
- H. i. ismenius Latreille, 1817
- H. i. metaphorus Weymer, 1883
- H. i. occidentalis Neustetter, 1928
- H. i. telchinia Doubleday, 1847 – tiger-striped longwing[9]
- H. i. tilletti Brown & Fernández, 1976

## Ảnh

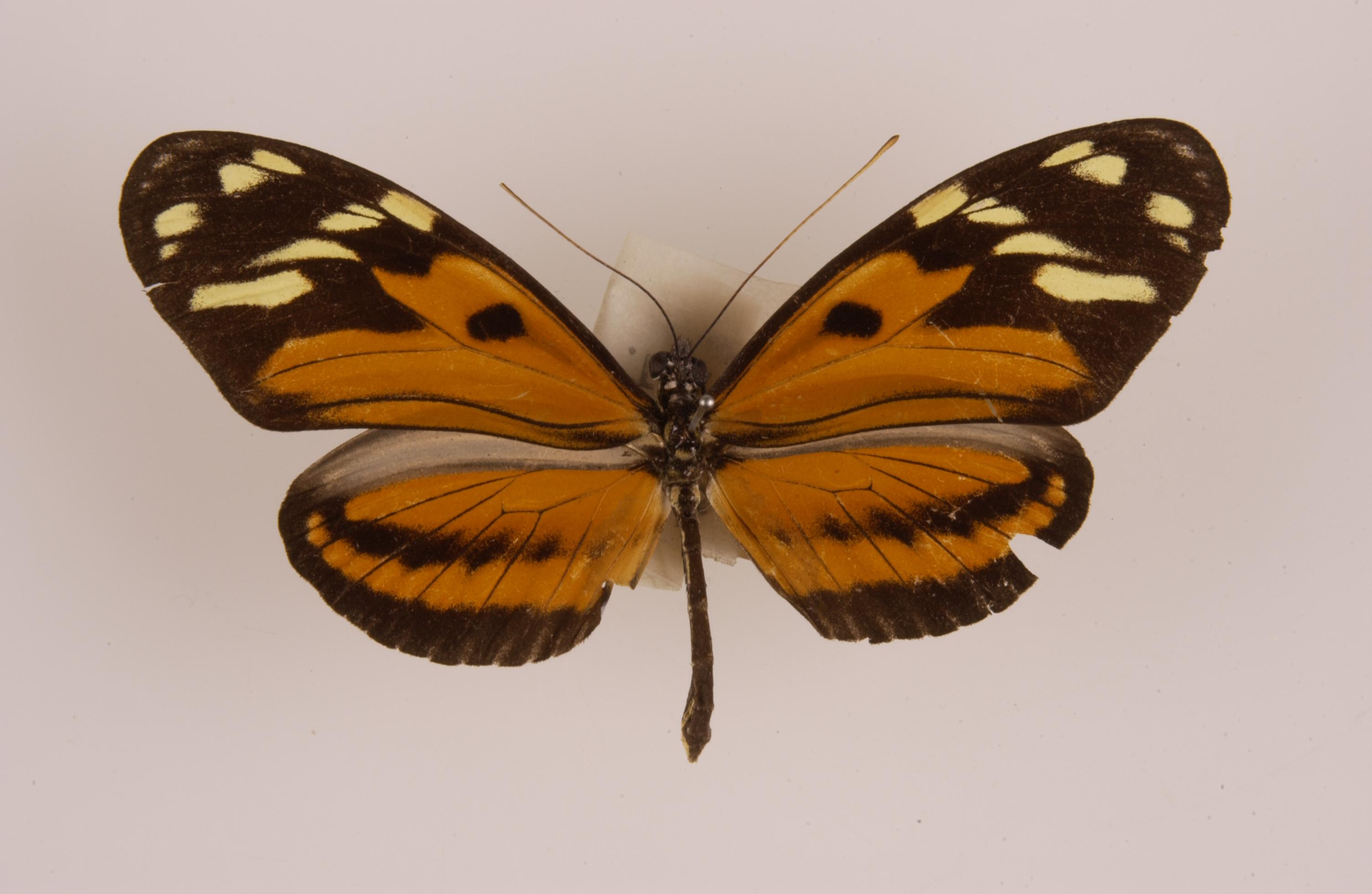
Mẫu vật
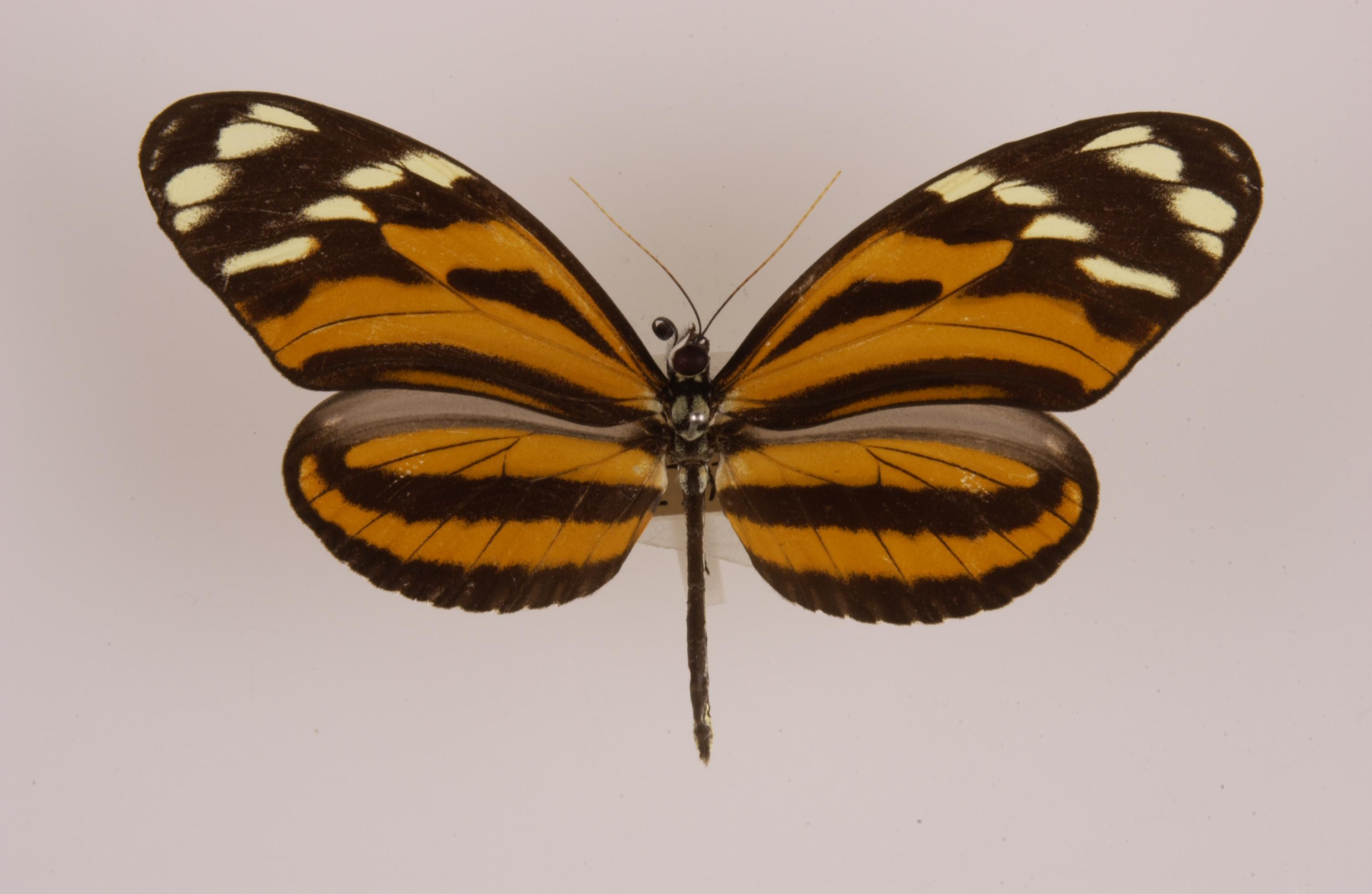
Mẫu vật
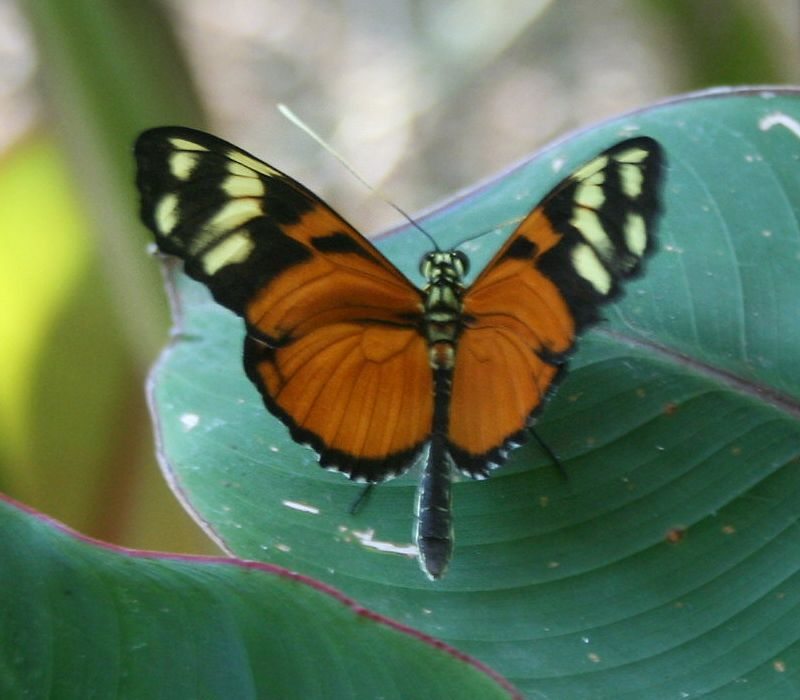
H. i. clarescens, nhìn từ sau lưng
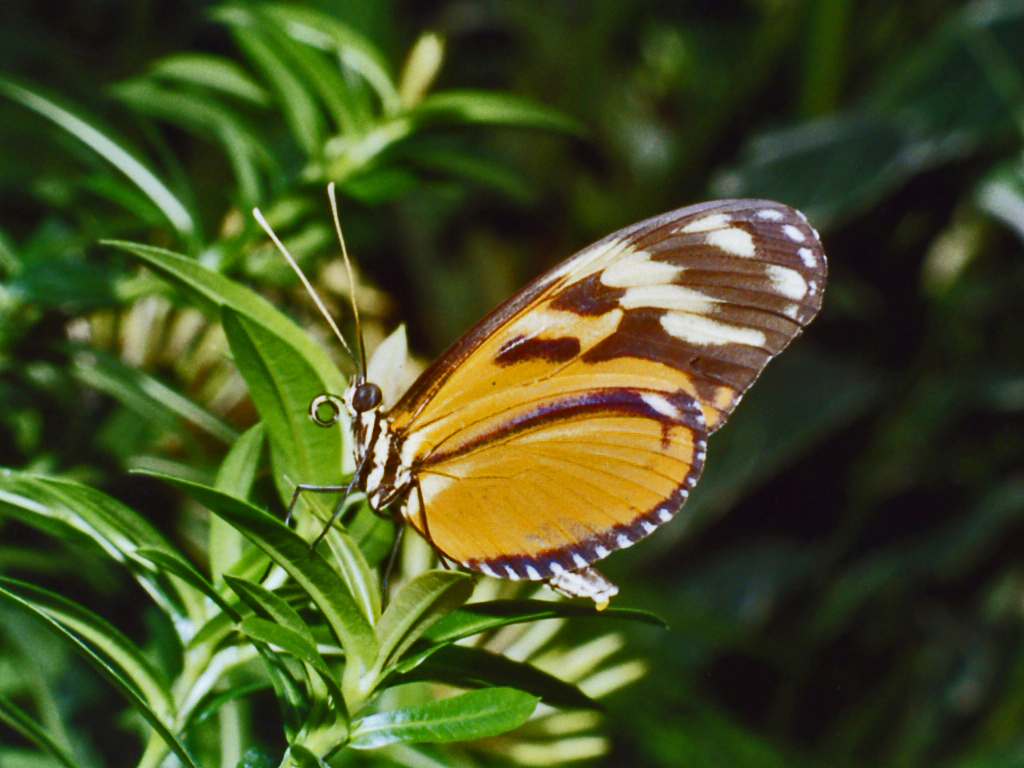
H. i. clarescens